# Erlingen
Erlingen ist ein Dorf, eine Gemarkung und Ortsteil des Marktes Meitingen im schwäbischen Landkreis Augsburg in Bayern (Deutschland). Zur Gemarkung gehören Erlingen und die Einöde Ehekirchen.
Erlingen liegt an der Bundesstraße 2 und besitzt mit der Ausfahrt Biberbach/Wertingen/Erlingen eine eigene Ausfahrt.

## Geschichte
Die Gemarkung Erlingen besteht mutmaßlich seit dem 5./6. Jahrhundert. Eine erste urkundliche Erwähnung findet sich um 1150. In den Jahren 1184–1202 stiftete Bischof Udalschalk von Augsburg die Dorfherrschaft in Erlingen an das Domstifts Augsburg. Bis 1803 stand Erlingen unter der Grundherrschaft des Domstifts.
Bis zur Gebietsreform in Bayern am 1. Januar 1972 gehörte die selbständige Gemeinde Erlingen mit ihrem Ortsteil Ehekirchen zum Landkreis Wertingen. An diesem Tag wurde sie nach Meitingen eingemeindet, dass zum 1. Juli 1972 dem Landkreis Augsburg, der bis 30. April 1973 den Namen Augsburg-West trug, zugeschlagen wurde.

### Einwohnerentwicklung
|                   | Jahr |      |      |      |      |      |      |      |      |      |      |      |      |      |      |      |      |
| 1840              | 1861 | 1892 | 1900 | 1925 | 1933 | 1939 | 1950 | 1961 | 1970 | 1972 | 1987 | 1996 | 2015 | 2022 | 2023 | 2024 |      |
| Gemeinde Erlingen | 240  | 232  |      | 233  | 254  | 252  | 255  | 462  | 833  | 864  |      |      |      |      |      |      |      |
| Erlingen          |      |      | 231  | 224  | 246  |      |      | 448  | 830  | 860  | 886  | 1001 | 1454 | 1431 | 1678 | 1697 | 1699 |
| Ehekirchen        |      |      |      | 9    | 8    |      |      | 14   | 3    | 4    |      | 9    |      |      |      |      |      |

## Religion
Erlingen gehört zur katholischen Pfarrei Sankt Clemens in Herbertshofen im Bistum Augsburg.

## Wappen
Die ehemalige Gemeinde Erlingen führte ein amtlich genehmigtes Wappen. Die Blasonierung dieses Wappens lautet: „Geteilt von Rot und Silber. Oben ein silberner Taufstein, unten ein blauer Pflug“.

## Sport und Vereinswesen
In Erlingen gibt es verschiedene Möglichkeiten, sich in Vereinen zu betätigen:
- Sportverein Erlingen
- Musikverein Erlingen
- Schützenverein „Unter Uns“
- Freiwillige Feuerwehr Erlingen
- Obst- und Gartenbauverein Erlingen

## Persönlichkeiten

### Söhne und Töchter der Gemeinde
- Franz Binder (1828–1914), Journalist, Publizist und Historiker

### Personen mit Bezug zu Erlingen
- Wolfgang Haupt (1963), Leichtathlet und Bobfahrer

## Sehenswürdigkeiten
- St. Martinskapelle: Die katholische St. Martinskapelle ist ein am 25. Mai 1995 eingeweihtes Gemeinschaftswerk der örtlichen Vereine.